# Ava DuVernay

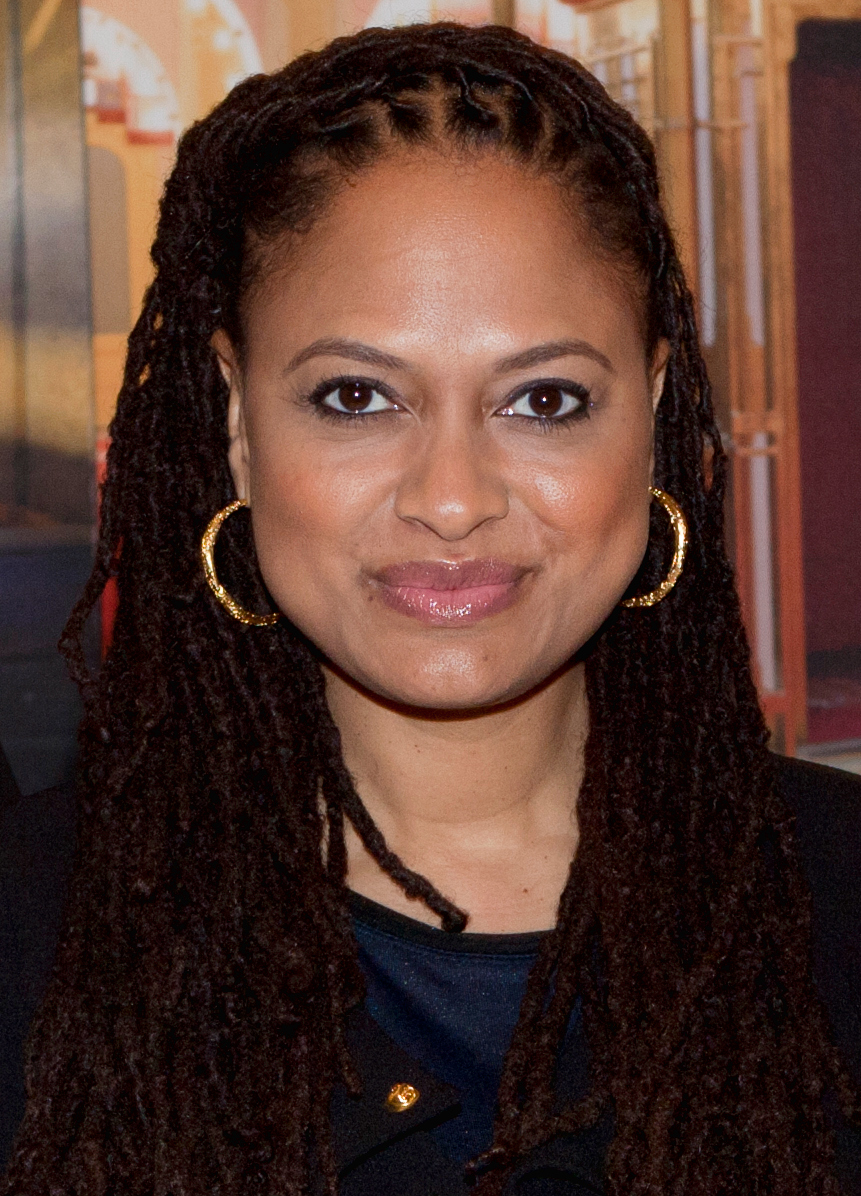
Ava DuVernay (2015)

Ava DuVernay (geboren 24. August 1972 in Long Beach) ist eine US-amerikanische Filmregisseurin.

## Leben
Ava DuVernay wuchs in Lynwood und Compton in Kalifornien auf. Sie studierte Englisch und African American studies an der University of California, Los Angeles, was sie 1995 mit einem B.A. abschloss.
Ihr Berufsleben begann sie als Journalistin, wechselte in das PR-Management und gründete 1999 ihre eigene Agentur „DVA Media + Marketing“. Im Jahr 2008 produzierte sie mit This Is the Life über die „Good Life Cafes“ in Los Angeles ihr erstes Feature. 2011 drehte sie über das Sterben ihrer Tante ihren ersten Spielfilm I Will Follow, mit Salli Richardson in der Hauptrolle. Ihr Feature Middle of Nowhere wurde beim Sundance Film Festival 2012 ausgezeichnet.
Als erste große Produktion führte sie für den Ende 2014 herausgekommenen Film Selma die Regie. Der Spielfilm handelt von Martin Luther King, Lyndon B. Johnson und den Märschen der Bürgerrechtsbewegung von Selma nach Montgomery im Jahr 1965. Auf Kritiken an der im Drehbuch des Filmes dargestellten Haltung des Präsidenten Johnson antwortete DuVernay, ihr Spielfilm sei keine Dokumentation, sie selbst sei keine Historikerin, sondern eine Schriftstellerin. Bei der Oscar-Verleihung 2015 erhielt der Film eine Auszeichnung in der Kategorie Bester Song. Bei den Nominierungen gab es Kritik, dass weder der schwarze Hauptdarsteller David Oyelowo noch sie berücksichtigt worden seien.
Ihr Dokumentarfilm Der 13. (The 13th) wurde 2017 bei den British Academy Film Awards ausgezeichnet und war bei der Oscarverleihung 2017 in der Kategorie Bester Dokumentarfilm nominiert.
Mit ihrem Film Das Zeiträtsel (A Wrinkle in Time), eine Verfilmung von Madeleine L’Engles gleichnamigem Jugendroman, war sie die erste schwarze Regisseurin, die für eine Realverfilmung mit einem Budget von über 100 Millionen Dollar ausgestattet wurde. In seiner Eröffnungswoche war es der zweiterfolgreichste Film nach dem kurz zuvor erschienenen Black Panther.
Seit 2016 ist DuVernays Serie Queen Sugar auf dem Sender Oprah Winfrey Network zu sehen, deren dritte Staffel in Arbeit ist.
2018 wurde DuVernay in die Wettbewerbsjury des 71. Filmfestivals von Cannes berufen. Fünf Jahre später erhielt sie für die Literaturverfilmung Origin erhielt eine Einladung in den Wettbewerb um den Goldenen Löwen, den Hauptpreis des Filmfestivals von Venedig. Sie war die erste afroamerikanische Regisseurin, der diese Ehre zuteilwurde.
2025 wurde DuVernay zum Mitglied der American Academy of Arts and Sciences gewählt.

## Filmografie (Auswahl)

### Film
- 2008: This Is the Life
- 2010: I Will Follow
- 2012: Middle of Nowhere
- 2014: Selma
- 2016: Der 13. (The 13th)
- 2018: Das Zeiträtsel (A Wrinkle in Time)
- 2023: Origin

### Fernsehen
- 2013: Scandal (Regie, eine Folge)
- seit 2016: Queen Sugar (Drehbuch und Regie, zwei Staffeln)
- 2019: When They See Us (Miniserie, vier Folgen)